# Задача Кеплера
Про задачу найщільнішого пакування куль див. Гіпотеза Кеплера .
У класичній механіці, задача Кеплера — це окремий випадок задачі двох тіл, у якій два тіла взаємодіють з центральною силою {\displaystyle \mathbf {F} }, яка змінюється за величиною обернено пропорційно до квадрата відстані {\displaystyle r} між ними. Сила може бути як притягувальною, так і відштовхувальною. Завдання полягає в знаходженні залежності координат або швидкостей тіл від часу за заданих мас і початкових значень швидкостей і координат. За допомогою класичної механіки розв'язок можна виразити через кеплерові орбіти, використовуючи шість елементів орбіт .
Задачу Кеплера названо на честь Йоганна Кеплера, який запропонував закони Кеплера руху планет (які є частиною класичної механіки і дозволяють розв'язати задачу Кеплера для орбіт планет) і досліджував типи сил, які повинні приводити до існування орбіт, які відповідають законам Кеплера (так звана обернена задача Кеплера).

## Застосування
Задача Кеплера проявляє себе в багатьох випадках, деякі з них не стосуються фізики і були вивчені ще самим Кеплером.
Задача Кеплера важлива для небесної механіки, теорії тяжіння Ньютона, що підкоряється закону обернених квадратів. Серед прикладів — рух супутників навколо планет, рух планет навколо їхніх сонць, рух подвійних зірок навколо одна одної. Задача Кеплера також важлива для випадку руху двох заряджених частинок, між якими діють сили Кулона, що також підкоряються закону обернених квадратів. Як приклад можна навести атом водню, позитроній і мюоній, — ці випадки грають важливу роль у моделюванні систем для перевірки фізичних теорій і вимірювання фізичних констант.
Задача Кеплера і задача простого гармонійного осцилятора — це дві найфундаментальніші задачі класичної механіки. Це єдині два випадки, що мають замкнуті орбіти, тобто, об'єкт повертається в ту саму початкову точку з тією самою швидкістю (задача Бертрана). Часто задачу Кеплера використовують для розвитку нових методів класичної механіки, таких як механіка Лагранжа, гамільтонова механіка, рівняння Гамільтона — Якобі, змінні дія — кут. Задача Кеплера зберігає вектор Лапласа — Рунге — Ленца, який узагальнено для інших взаємодій. Розв'язання кеплерової задачі дозволяє вченим показати, що рух планет можна вичерпно описати законами класичної механіки і класичною теорією тяжіння Ньютона; наукове пояснення руху планет зіграло значну роль у поширенні освіти.

## Математичне визначення
Центральна сила {\displaystyle \mathbf {F} }, що діє на два тіла, величина якої змінюється за законом обернених квадратів залежно від відстані {\displaystyle r} між тілами:
{\displaystyle \mathbf {F} ={\frac {k}{r^{2}}}{\hat {\mathbf {r} }}} ,
де {\displaystyle k} — стала і {\displaystyle \mathbf {\hat {r}} } являє собою одиничний вектор, спрямований уздовж прямої, що з'єднує два тіла. Сила може бути як притягувальною ({\displaystyle k<0}), так і відштовхувальною ({\displaystyle k>0})
Відповідний скалярний потенціал:
{\displaystyle V(r)={\frac {k}{r}}} .

## Розв'язання задачі Кеплера
Руху частинки маси {\displaystyle m}, що рухається по колу радіуса {\displaystyle r} у полі з центральним потенціалом {\displaystyle V(r)} описують рівняння Лагранжа
{\displaystyle m{\frac {d^{2}r}{dt^{2}}}-mr\omega ^{2}=m{\frac {d^{2}r}{dt^{2}}}-{\frac {L^{2}}{mr^{3}}}=-{\frac {dV}{dr}}}
{\displaystyle \omega \equiv {\frac {d\theta }{dt}}} і момент імпульсу {\displaystyle L=mr^{2}\omega } зберігається. Наприклад, перший доданок ліворуч дорівнює нулю для кругових орбіт і центральна сила {\displaystyle {\frac {dV}{dr}}} відповідає умові для доцентрової сили {\displaystyle mr\omega ^{2}}, як і очікувалося.
Якщо L не дорівнює нулю, визначення моменту імпульсу допускає зміну незалежної змінної від {\displaystyle t} до {\displaystyle \theta }
{\displaystyle {\frac {d}{dt}}={\frac {L}{mr^{2}}}{\frac {d}{d\theta }}}
даючи нове рівняння руху, яке не залежить від часу
{\displaystyle {\frac {L}{r^{2}}}{\frac {d}{d\theta }}\left({\frac {L}{mr^{2}}}{\frac {dr}{d\theta }}\right)-{\frac {L^{2}}{mr^{3}}}=-{\frac {dV}{dr}}}
З урахуванням першого рівняння маємо
{\displaystyle {\frac {L}{r^{2}}}{\frac {d}{d\theta }}\left({\frac {L}{mr^{2}}}{\frac {dr}{d\theta }}\right)=-{\frac {2L^{2}}{mr^{5}}}\left({\frac {dr}{d\theta }}\right)^{2}+{\frac {L^{2}}{mr^{4}}}{\frac {d^{2}r}{d\theta ^{2}}}}
Це рівняння стає квазілінійним після заміни змінних {\displaystyle u\equiv {\frac {1}{r}}} і множення обох частин на {\displaystyle {\frac {mr^{2}}{L^{2}}}}
{\displaystyle {\frac {du}{d\theta }}={\frac {-1}{r^{2}}}{\frac {dr}{d\theta }}}
{\displaystyle {\frac {d^{2}u}{d\theta ^{2}}}={\frac {2}{r^{3}}}\left({\frac {dr}{d\theta }}\right)^{2}-{\frac {1}{r^{2}}}{\frac {d^{2}r}{d\theta ^{2}}}}
Після заміни та перестановки:
{\displaystyle {\frac {d^{2}u}{d\theta ^{2}}}+u=-{\frac {m}{L^{2}}}{\frac {d}{du}}V\left({\frac {1}{u}}\right)}
Для закону обернено-квадратної сили, такого як гравітаційний або електростатичний потенціал, потенціал можна записати
{\displaystyle V(\mathbf {r} )={\frac {k}{r}}=ku}
Орбіту {\displaystyle u(\theta )} можна отримати з загального рівняння
{\displaystyle {\frac {d^{2}u}{d\theta ^{2}}}+u=-{\frac {m}{L^{2}}}{\frac {d}{du}}V\left({\frac {1}{u}}\right)=-{\frac {km}{L^{2}}}}
розв'язком якого є стала {\displaystyle -{\frac {km}{L^{2}}}} плюс проста синусоїда
{\displaystyle u\equiv {\frac {1}{r}}=-{\frac {km}{L^{2}}}\left[1+e\cos(\theta -\theta _{0})\right]}
де {\displaystyle e} (ексцентриситет) і {\displaystyle \theta _{0}} (зсув фази) — сталі інтегрування.
Це загальна формула конічного перерізу, який має один фокус у початку координат; {\displaystyle e=0} відповідає колу, {\displaystyle e<1} відповідає еліпсу, {\displaystyle e=1} відповідає параболі, а {\displaystyle e>1} відповідає гіперболі. Ексцентриситет {\displaystyle e} пов'язаний із загальною енергією {\displaystyle E} (пор. вектор Лапласа — Рунге — Ленца)
{\displaystyle e={\sqrt {1+{\frac {2EL^{2}}{k^{2}m}}}}}
Порівняння цих формул показує, що {\displaystyle E<0} відповідає еліпсу (усі розв'язки, які є замкненими орбітами, є еліпсами), {\displaystyle E=0} відповідає параболі, а {\displaystyle E>0} відповідає гіперболі . Зокрема, {\displaystyle E=-{\frac {k^{2}m}{2L^{2}}}} для ідеально колових орбіт (центральна сила точно відповідає умові для відцентрової сили, яка визначає необхідну кутову швидкість для даного радіуса кола).

## Розв'язання в подерних координатах
Якщо обмежитися орбітальною площиною, існує простий спосіб отримати грубу форму орбіти (без інформації про параметризацію) в поде́рних координатах. Пам'ятаймо, що точка {\displaystyle x} на кривій у подерних координатах задається двома числами {\displaystyle (r,p)}, де {\displaystyle r:=|x|} — відстань від початку координат і {\displaystyle p:={\frac {x\cdot {\dot {x}}^{\perp }}{|{\dot {x}}|}}} — відстань початку координат до дотичної, проведеної через {\displaystyle x} (символ {\displaystyle {\dot {x}}^{\perp }} означає вектор, перпендикулярний до {\displaystyle {\dot {x}}}, точна орієнтація тут неважлива).
Задача Кеплера на площині вимагає розв'язання системи диференціальних рівнянь:
{\displaystyle {\ddot {x}}=-{\frac {M}{|x|^{3}}}x,\qquad x\in \mathbb {R} ^{2},}
де {\displaystyle M} є добутком маси гравітаційного тіла та гравітаційної константи. Скалярним множенням рівняння на {\displaystyle {\dot {x}}} отримуємо
{\displaystyle {\frac {\rm {d}}{{\rm {d}}t}}{\frac {|{\dot {x}}|^{2}}{2}}={\ddot {x}}\cdot {\dot {x}}=-{\frac {M}{|x|^{3}}}x\cdot {\dot {x}}={\frac {\rm {d}}{{\rm {d}}t}}{\frac {M}{|x|}}.}
Інтегруючи, ми отримуємо першу величину, що зберігається, {\displaystyle c}:
{\displaystyle |{\dot {x}}|^{2}={\frac {2M}{|x|}}+c,}
яка відповідає енергії об'єкта, що обертається. Так само, знайшовши скалярний добуток на {\displaystyle x^{\perp }} отримуємо
{\displaystyle {\frac {\rm {d}}{{\rm {d}}t}}{\dot {x}}\cdot x^{\perp }={\ddot {x}}\cdot x^{\perp }=0,}
з інтегралом
{\displaystyle {\dot {x}}\cdot x^{\perp }=L,}
що відповідає моменту імпульсу об'єкта. Оскільки
{\displaystyle p^{2}={\frac {(x\cdot {\dot {x}}^{\perp })^{2}}{|{\dot {x}}|^{2}}},}
підставляючи вищезгадані збережені величини, ми відразу отримуємо:
{\displaystyle p^{2}={\frac {L^{2}}{{\frac {2M}{r}}+c}},\qquad \Rightarrow \qquad {\frac {L^{2}}{p^{2}}}={\frac {2M}{r}}+c,}
що є рівнянням конічного перерізу (з початком у фокусі) у подерних координатах (див. Подерне рівняння). Зверніть увагу, що для отримання форми орбіти потрібно лише 2 (з 4 можливих) збережених величин. Це можливо, оскільки подерні координати не описують криву повністю. Вони, як правило, байдужі до параметризації, а також до повороту кривої відносно початку координат — що є перевагою, якщо потрібна лише загальна форма кривої і не цікавлять подробиці.
Цей підхід можна застосувати до широкого кола задач, пов'язаних з центральними та подібними до лоренцової сил (П. Блашке, 2017).